# 全商情報処理検定
全商情報処理検定（ぜんしょうじょうほうしょりけんてい）とは、公益財団法人全国商業高等学校協会が主催する検定試験である。
本試験は、情報処理技術者などの資格への登龍門として作られた検定試験である。

## 概要
- 受験資格: 制限なし
- 試験月: 毎年9月・1月の第5日曜
  - 該当月に第5週目がない場合は、9月第4日曜、1月第3日曜
- 受験料
  - 1級（ビジネス情報部門・プログラミング部門） - 1,800円
  - 2級（ビジネス情報部門・プログラミング部門） - 1,500円
  - 3級 - 1,300円
  - 1人で複数級を受験可能であるが、この場合はそれぞれの級の受験料を支払う必要がある。

## 申込方法
- 高校生は原則として在籍校で申し込みをする。
- 一般は希望試験会場で、受験申込書により申し込む。在籍校が試験場でないなどの事情によって、高校生も一般扱いになる。
- 受験申込書に証明写真（履歴書サイズ）を貼付する欄が設けてあるものの、それに関しては試験会場の試験監督者の指示に従うこと（会場校によっては「写真不要、試験当日に写真付身分証明書を持参する」との指示があるため）。

## 試験時間
| 級  | ビジネス情報部門 | ビジネス情報部門 | プログラミング部門 |
| 級  | 筆記試験         | 実技試験         | 筆記試験           |
| --- | ---------------- | ---------------- | ------------------ |
| 1級 | 60分             | -                | 60分               |
| 2級 | 30分             | 20分             | 50分               |
| 3級 | 20分             | 20分             | -                  |

## 1・2級のプログラミング部門
1・2級のプログラミング部門は、Javaとマクロ言語のどちらか1つを選択して問題を解く。両方とも解いた場合は採点されない。

## 平成24年度以降の移行予定（平成24年5月現在）
- 平成25年度9月実施予定の検定試験から新検定基準へ移行。

### プログラム部門
| 実施年月  | VB   | COBOL | マクロ   | Java     |
| --------- | ---- | ----- | -------- | -------- |
| 2013年1月 | 実施 | 実施  | 未実施   | 未実施   |
| 2013年9月 |      | 実施  | 新規実施 | 新規実施 |
| 2015年6月 |      |       | 実施     | 実施     |

- VBは2013年1月実施検定で廃止。COBOLは2014年1月実施検定で廃止。

### 出題型式
- 2013年9月実施分予定

| 級                          | 第1問    | 第2問    | 第3問    | 第4問    | 第5問        | 第6問    | 第7問    | 実技     |
| --------------------------- | -------- | -------- | -------- | -------- | ------------ | -------- | -------- | -------- |
| 1級プログラム 2級プログラム | 語群選択 | 語群選択 | 三者択一 | トレース | トレース     | トレース | 選択問題 | （なし） |
| 1級ビジネス 2級ビジネス     | 語群選択 | 語群選択 | 三者択一 | 三者択一 | データベース | 表計算   | 表計算   | 表計算   |
| 3級                         | 語群選択 | 語群選択 | 三者択一 | 表計算   | 表計算       | （なし） | （なし） | 表計算   |

## 現在の出題型式（平成30年12月現在）
| 級            | 第1問    | 第2問    | 第3問    | 第4問        | 第5問        | 第6問  | 第7問                    | 実技     |
| ------------- | -------- | -------- | -------- | ------------ | ------------ | ------ | ------------------------ | -------- |
| 1級プログラム | 語群選択 | 語群選択 | 三者択一 | 流れ図       | 流れ図       | 流れ図 | 言語（Java・マクロ選択） | （なし） |
| 2級プログラム | 語群選択 | 語群選択 | 三者択一 | 流れ図       | 流れ図       | 流れ図 | 言語（Java・マクロ選択） | （なし） |
| 1級ビジネス   | 語群選択 | 語群選択 | 三者択一 | 三者択一     | データベース | 表計算 | 表計算                   | （なし） |
| 2級ビジネス   | 語群選択 | 語群選択 | 三者択一 | データベース | 表計算       | 表計算 |                          | 表計算   |
| 3級           | 語群選択 | 語群選択 | 三者択一 | 表計算       | 表計算       |        |                          | 表計算   |

## 令和4年度(2022年)からの変更点
- 第３級・・流れ図追加
- 第２級プロ及び第１級プロ・・・java廃止、マクロのみの出題へ変更

## 合格
- 合格点: 70点以上（100点満点）
- 合格発表: 試験会場によって合格発表日が異なる。最短で試験施行後5日後。
- 合格証書交付: 試験会場によって交付日が異なる。最長で試験施行後3か月後。